# Esporocist

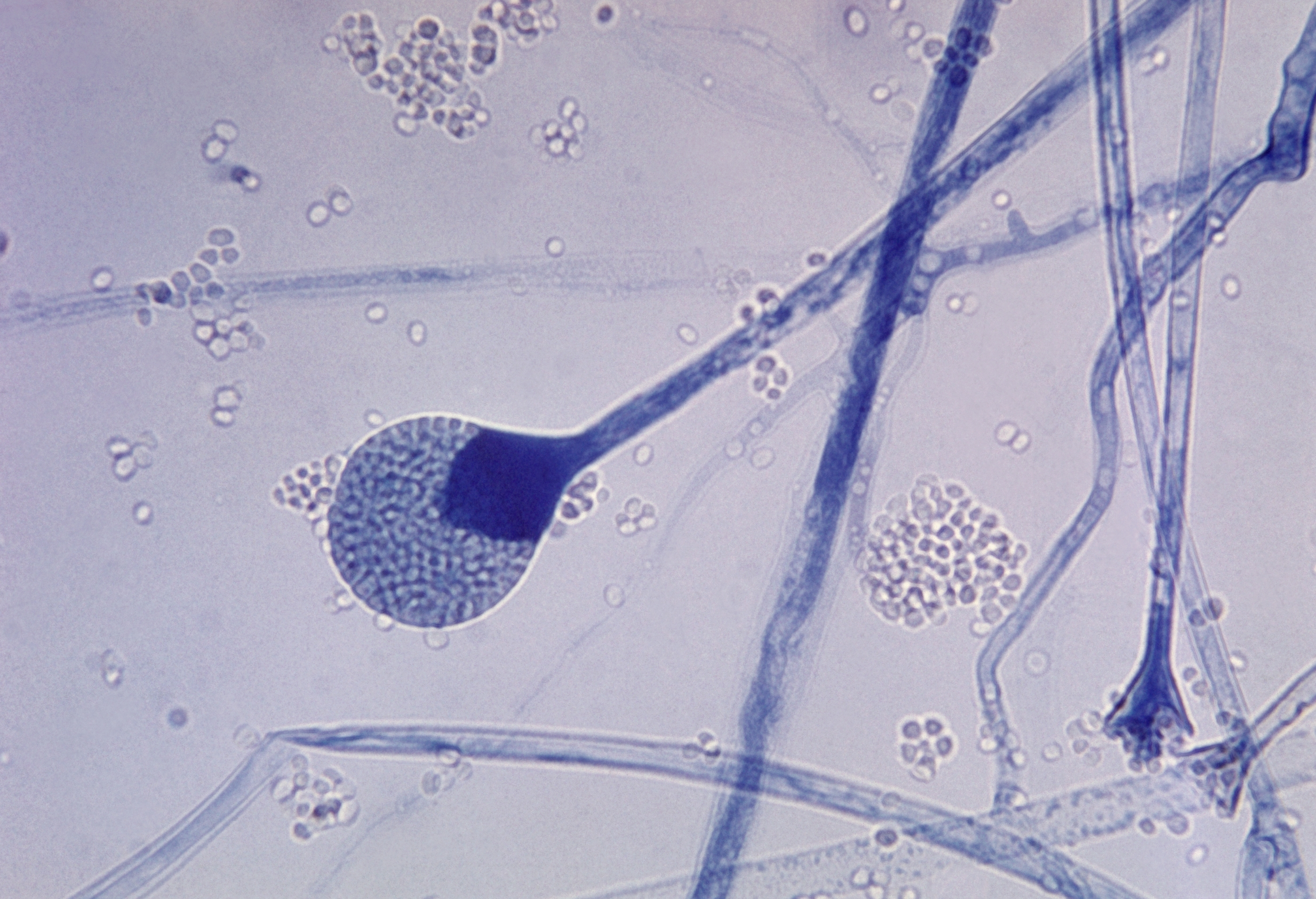
Esporocist de la floridura de Mucor

Un esporocists és una estructura que produeix espores mitjançant multiplicació asexual. Els cists i les espores són propis dels tal·lòfits (algues), fongs (oomicets, etc.) i alguns animals, com per exemple els cucs paràsits com els esquistosomes.

## Etimologia
Prové del grec sporos, (σπόρος) "llavor" i kýstis (κύστις) que té un significat de "bossa o recipient"

## Descripció
La paret dels esporocists es compon de la cèl·lula mare a partir de la qual es produeixen les espores. a diferència de l'esporangi, en l'esporocist no hi ha teixit estèril.
Per exemple, els esporocists de les floridures del gènere Mucor produeixen espores multinucleades.

## Problema amb la traducció de la paraula anglesaesporangi
El terme anglès esporangi inclou tant els terme esporangis com esporocist, la qual cosa crea amb freqüència ambigüitats Per aquest motiu, actualment només s'utilitza sovint en l'entorn de la parasitologia.